# Junín (Perù)
Junín è una città del Perù posta sulla Cordigliera centrale, nella regione di Junín, presso l'omonimo lago.
Pur essendo di dimensioni ridotte (5.000 ab.), essa ricopre una grande importanza storica, poiché fu il luogo in cui Simón Bolívar ottenne la vittoria decisiva che pose fine alla dominazione spagnola sul Perù. Presso la città è posto un monumento al ricordo.